# سد اسپیسکوپ
سد اسپیسکوپ (به لاتین: Spitskop Dam) یک سد در آفریقای جنوبی است که در North of Kimberley, Northern Cape واقع شده‌است.